# Ellipteroides (Ellipteroides) brunnescens
Ellipteroides (Ellipteroides) brunnescens is een tweevleugelige uit de familie steltmuggen (Limoniidae). De soort komt voor in het Oriëntaals gebied.